# Étienne Lamotte
Étienne Paul Marie Lamotte (Dinant, 21 november, 1903 - Brussel, 5 mei 1983) was een Belgisch priester, boeddholoog, Indiakundige, sinoloog en tibetoloog.
Lamotte was professor Grieks aan de Katholieke Universiteit Leuven, maar kreeg zijn bekendheid vooral door zijn studie als Indiakundige en als autoriteit op het gebied van het boeddhisme in het Westen. Hij was een van de weinige wetenschappers die alle belangrijke boeddhistische talen beheerste: het Pali, Sanskriet, Chinees en Tibetaans. In 1953 ontving hij de Francquiprijs in Humane wetenschappen.
Lamotte vertaalde de Da zhi du lun (大智度論, Skt. Mahāprajñāpāramitāśāstra) naar het Frans, een tekst die toegeschreven wordt aan Nagarjuna. Volgens Lamotte was de tekst waarschijnlijk opgesteld door een Indiase bhikkhu die zich bekeerd had tot de Mahayana. Lamotte bracht vijf delen uit, maar de publicatie van de rest van de serie viel stil bij zijn dood.
Lamotte werd op 9 december 1941 erekanunnik, hij was ook Huisprelaat van de Paus.

## Werk
- Le traité de la grande vertu de sagesse de Nāgārjuna (Mahāprajñāpāramitāśāstra) (vijf delen in 1944, 1949, 1970, 1976 en 1980)
- Karmasiddhi Prakarana (1936).
- Histoire du bouddhisme indien (1958)
- The Spirit of Ancient Buddhism (1961)
- The Teaching of Vimalakirti (Vimalakīrtinirdeśa) (1962)

- Bibliothèque nationale de France: cb120655786 (data)
- Gemeinsame Normdatei: 119166720
- International Standard Name Identifier: 0000 0001 0868 6228
- Library of Congress Control Number: n82020225
- Nationale Bibliotheek van Israël: 987007274916505171
- Nederlandse Thesaurus van Auteursnamen: 068571070
- Istituto Centrale per il Catalogo Unico: SBLV235882
- Système universitaire de documentation: 028919807
- Virtual International Authority File: 9869881
- WorldCat: E39PBJhCGxR9Xgqd4ghFQr3bBP